# Каштан, Никита Сергеевич
Ники́та Серге́евич Кашта́н (род. 1 сентября 2003) — российский футболист, полузащитник ставропольского «Динамо».

## Карьера
Воспитанник ростовского футбола. В связи со вспышкой коронавирусной инфекции в «Ростове» 19 июня 2020 года был заявлен на матч Премьер-лиги против «Сочи» (1:10), в котором вышел во втором тайме вместо Никиты Куприянова. В 2023 году арендован ростовским СКА.